# Klon GTA
Klon GTA – termin używany przez krytyków gier komputerowych i graczy w odniesieniu do gier wydanych po sukcesie gry Grand Theft Auto III w 2001 roku, które wykorzystują mechanikę pochodzącą z niej bądź późniejszych gier z serii Grand Theft Auto.
Wielu krytyków twierdzi, że wydanie Grand Theft Auto III było rewolucyjnym wydarzeniem w historii gier komputerowych, podobnie jak wydanie Dooma około dekady wcześniej. Zamiast tworzyć nowe formy rozgrywki, seria Grand Theft Auto łączyła istniejące już elementy, tworząc z nich nową praktykę. Ogromny świat gry, intensywna przemoc, kryminalna fabuła i wolność wyboru spowodowały, że Grand Theft Auto III zyskało ogromną popularność.

## Gry tej kategorii
Powstało wiele gier tego typu min.:

### Komercyjne
- Manhattan Chase[2]
- Crime Life: Gang Wars[3]
- seria True Crime[4]
- Total Overdose: A Gunslinger's Tale in Mexico[5]
- Torrente 3: El Protector[6]

### Niekomercyjne
- Miami Traffic 3[7]
- Crime Life 3[8]